# Estação Ferroviária de Casa Branca
A Estação Ferroviária de Casa Branca é uma gare da Linha do Alentejo, que serve a localidade de Casa Branca, no concelho de Montemor-o-Novo, em Portugal, e funciona como ponto de entroncamento com a Linha de Évora.

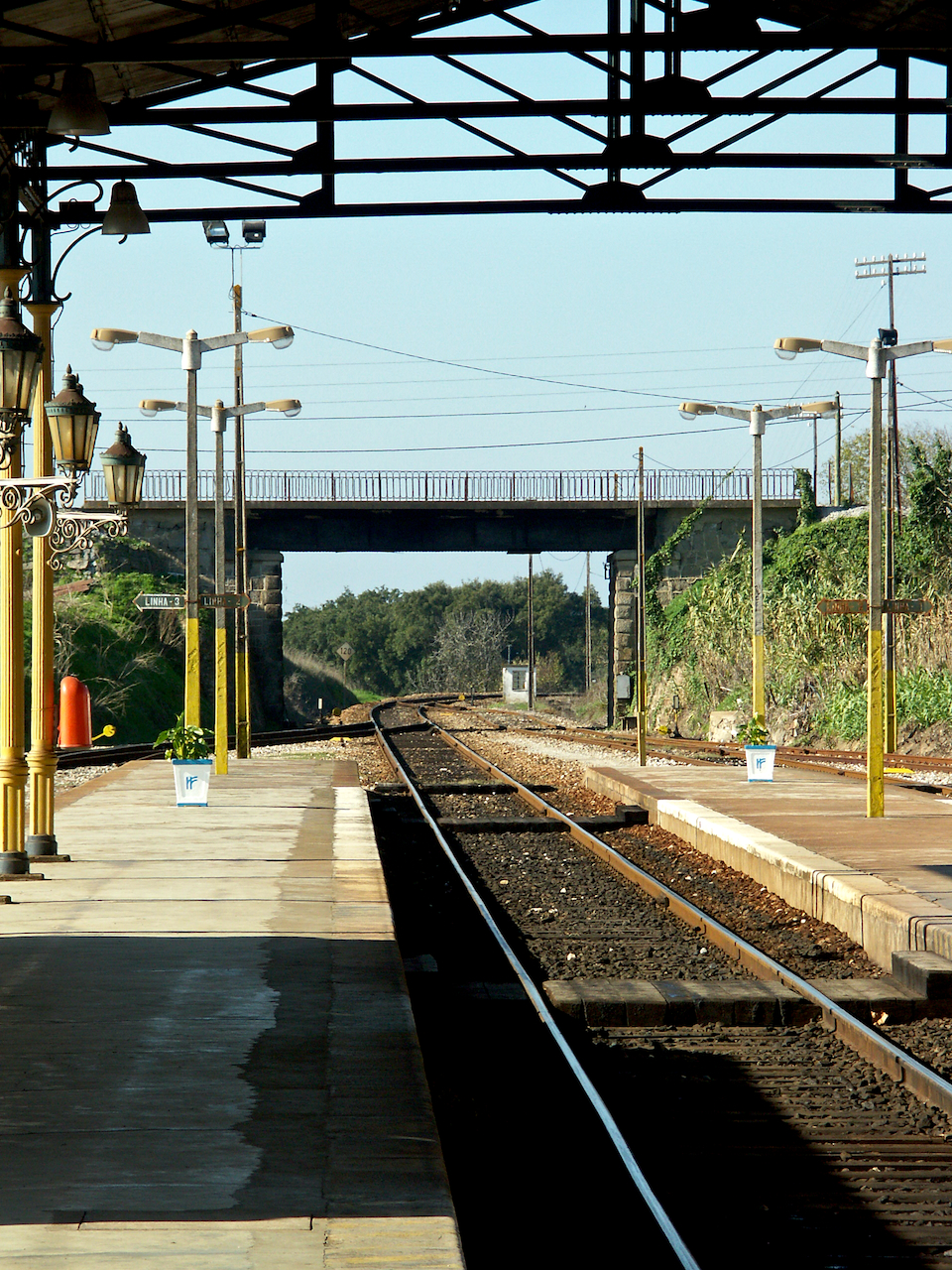
Viaduto da EN2 sobre as vias da estação de Casa Branca, vistas da plataforma coberta, para poente, em 2004.

## Descrição

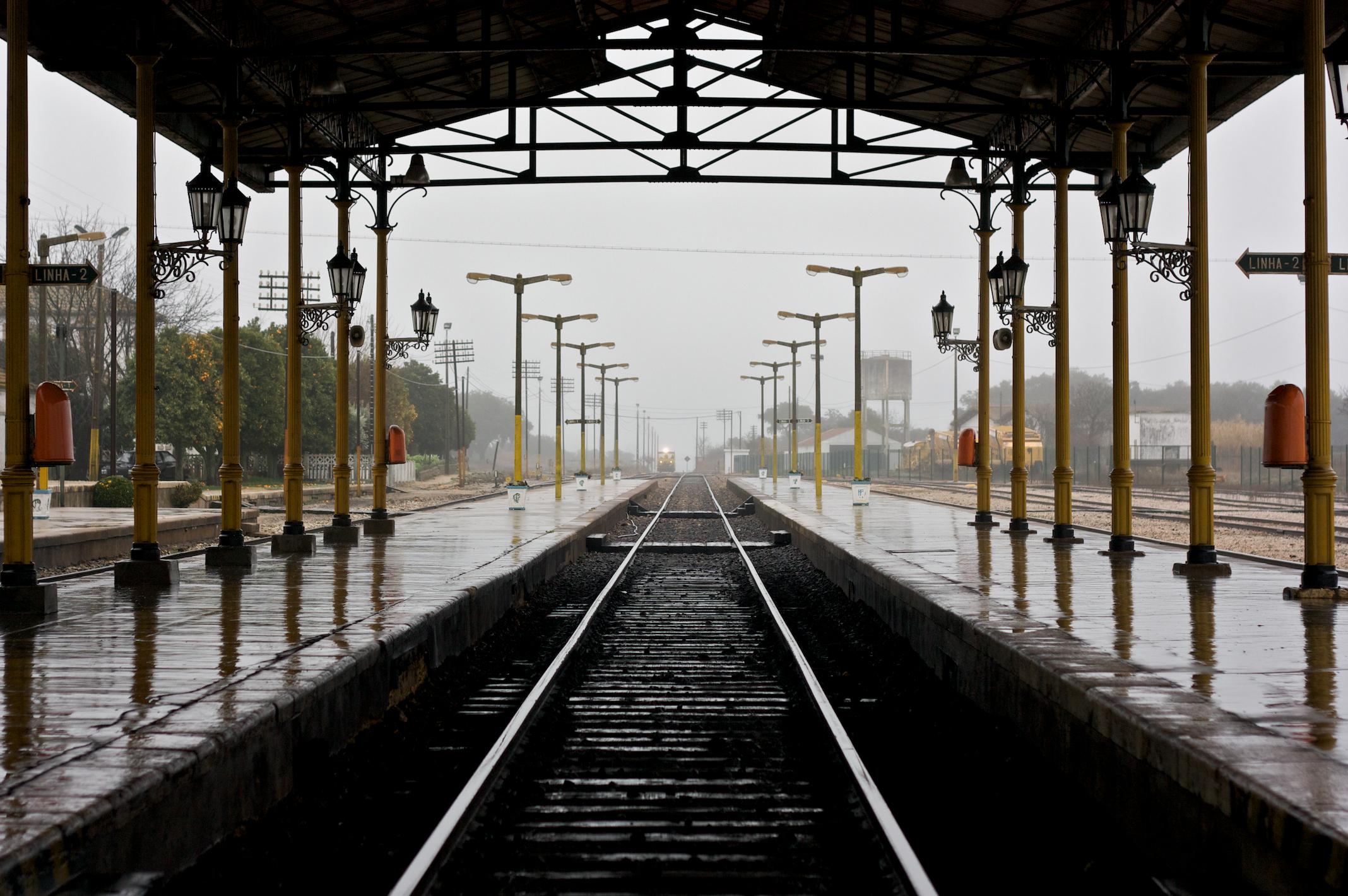
Estação de Casa Branca, em 2009.

### Localização e acessos
Esta interface situa-se na localidade de Casa Branca, tendo acesso pelo Largo 1º de Maio ou da Estação Ferroviária.

### Infraestrutura
Esta interface apresenta seis vias de circulação, identificadas como I, II, III, IV, IIIA e III+IIIA, com comprimentos entre 309 e 945 m, sendo as três primeiras acessíveis por plataforma de 220 m de comprimento e 685 mm de altura; existem ainda duas vias secundárias, identificadas como V e VI, com comprimentos de 444 e 334 m; todas estas vias estão eletrificadas em toda a sua extensão. O edifício de passageiros situa-se do lado norte da via (lado esquerdo do sentido ascendente, a Funcheira).

Enquanto ponto de entroncamento da Linha de Évora na Linha do Alentejo, o local desta interface é um ponto de câmbio nas características da via férrea e do seu uso:
| característica | L.ª Alentejo desc. | L.ª Alentejo desc. | L.ª Alentejo asc. | L.ª Alentejo asc. | L.ª Évora        | L.ª Évora     |
| -------------- | ------------------ | ------------------ | ----------------- | ----------------- | ---------------- | ------------- |
| eletrif.       | Vendas Novas       | 25 kV ~ 50 Hz      | Beja              | (não)             | Évora            | 25 kV ~ 50 Hz |
| reg. expl.     | Vendas Novas       | RCASA              | Beja              | RCT               | Monte das Flores | RCASA         |
| vel. máx.      | Vendas Novas       | >160 km/h          | Beja              | 120-160 km/h      | Évora            | >160 km/h     |
| compr. máx.    | Vendas Novas       | 750 m              | Beja              | 505 m             | Évora            | 750 m         |
| contorno       | Vendas Novas       | PT b+ (CPb+)       | Beja              | PT b+ (CPb+)      | Évora            | PT b (CPb)    |
| comunicações   | Vendas Novas       | GSM-R              | Beja              | —                 | Évora            | GSM-R         |

### Serviços
Em dados de 2023, esta interface é servida por comboios de passageiros da C.P. de tipo intercidades, com cinco circulações diárias em cada sentido.

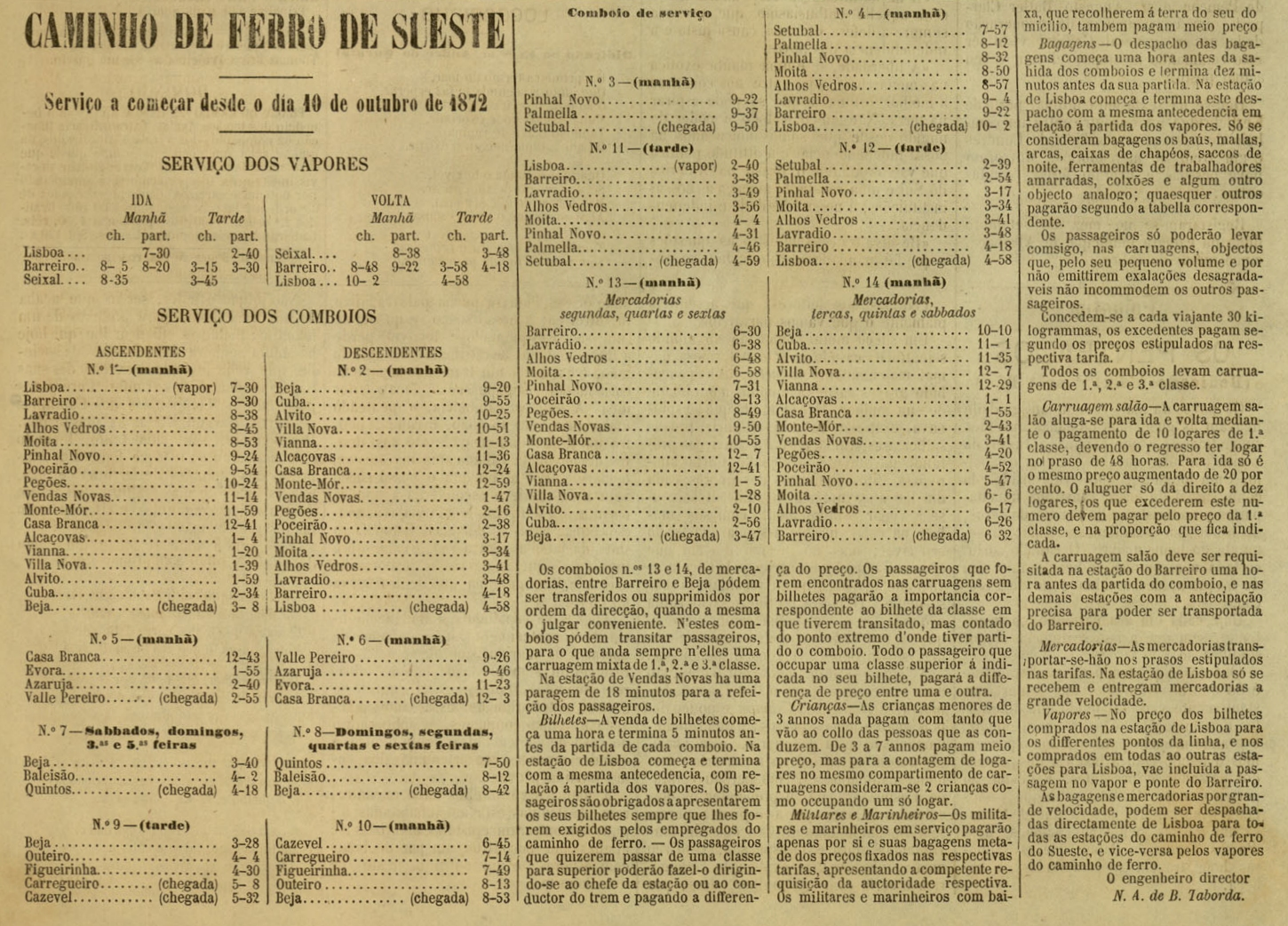
Horários dos comboios do Sul e Sueste, em 1872.

## História

### Século XIX
Esta interface encontra-se no lanço entre Vendas Novas e Évora, que abriu em 14 de Setembro de 1863, enquanto que a linha férrea até Beja entrou ao serviço no dia 15 de Fevereiro de 1864.
Segundo a Gazeta dos Caminhos de Ferro de 16 de Maio de 1897, um alvará autorizou o Barão de Matosinhos a instalar três linhas férreas sobre estradas na região do Alentejo, uma destas ligando Casa Branca a Sines, com passagem por Santiago do Cacém, Grândola, Alcácer do Sal e Montemor-o-Novo.

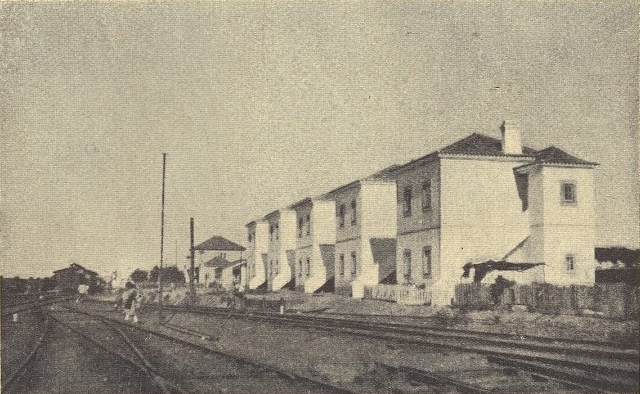
Casas para pessoal. Esta fotografia foi publicada na Gazeta dos Caminhos de Ferro, em 1934.

### Século XX
Em princípios de 1902, ocorreu um incêndio de grandes proporções nesta estação, que se iniciou no armazém de cortiças mas que depressa se espalhou a outras dependências, tendo sido destruída uma grande quantidade de mercadorias e danificadas várias infra-estruturas, incluindo o edifício de passageiros. Em 13 de Novembro desse ano, o Ministro das Obras Públicas, Comércio e Indústria, Manuel Francisco de Vargas pediu a construção de uma escola junto à estação, para servir os filhos dos funcionários dos caminhos de ferro. Este requerimento foi aceite por Ernesto Rodolfo Hintze Ribeiro no mesmo dia, devendo a escola ser construída pela Administração dos Caminhos de Ferro do Estado, e assumir a denominação de Escola Maria Amélia, em honra da rainha.
Em 1 de Fevereiro de 1908, ocorreu um descarrilamento nesta estação, que atrasou em cerca de uma hora o comboio real com destino ao Barreiro. Pouco depois da chegada a Lisboa, a família real foi alvo de um atentado, tendo morrido o Rei D. Carlos e o príncipe D. Luís. Em 1926, o governo determinou que no plano da rede ferroviária ao Sul do Tejo fosse introduzida uma nova via férrea entre Casa Branca e Alcácer do Sal, situada na Linha do Sado. Em 3 de Fevereiro de 1927, os empregados dos Caminhos de Ferro do Sul e Sueste aderiram à revolução no Porto, tendo entrado em greve e recolhido todo o material circulante nesta estação. Em 11 de Maio desse ano, os Caminhos de Ferro do Estado passaram a ser explorados pela Companhia dos Caminhos de Ferro Portugueses.

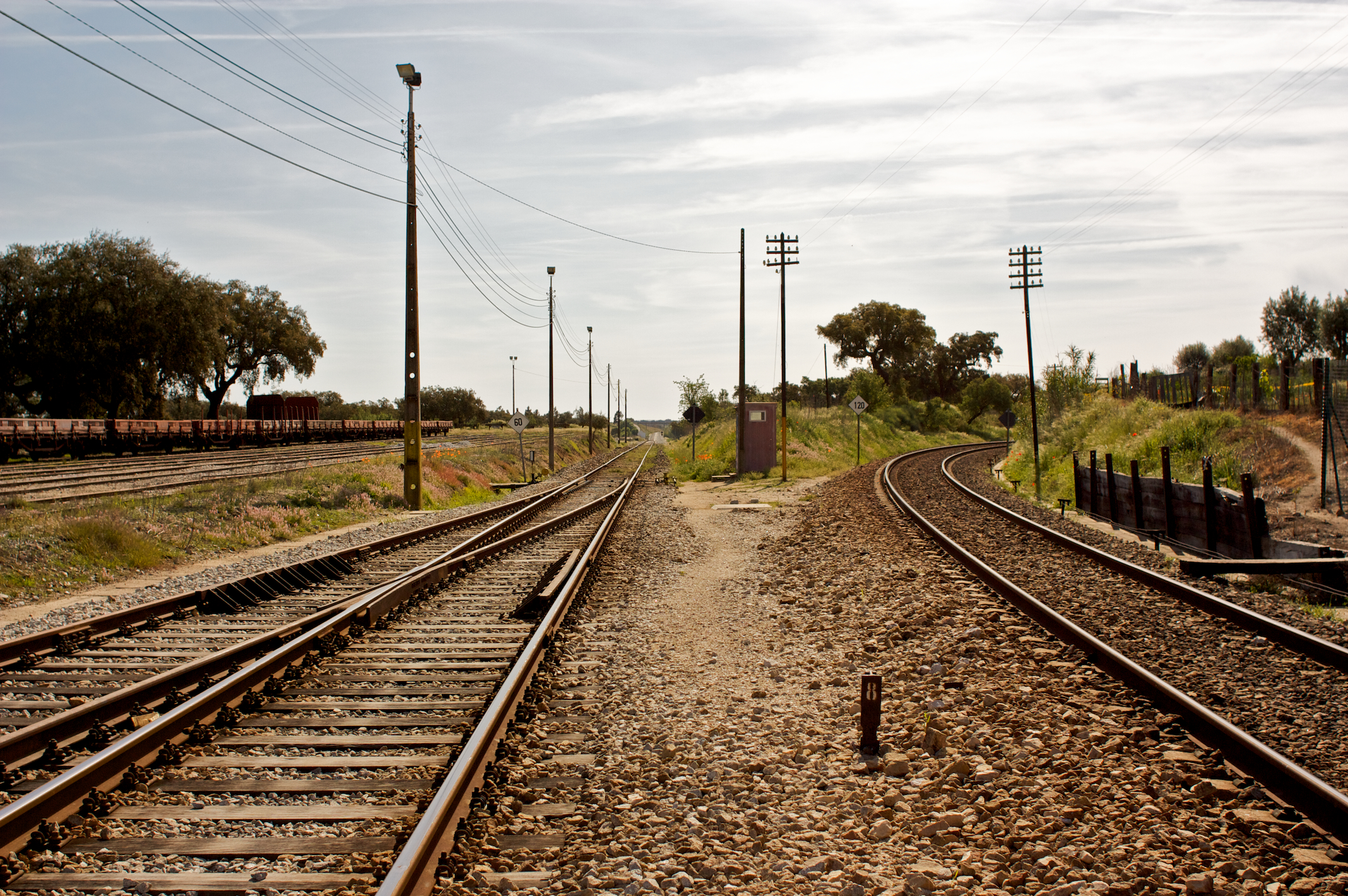
Saída das linhas do Alentejo (esq.) e de Évora (d.^{ta}), na Estação de Casa Branca, em 2009 — antes da eletrificação.

No ano de 1933, a Comissão Administrativa do Fundo Especial de Caminhos de Ferro aprovou a instalação de uma divisão de Via e Obras nesta estação. No ano seguinte, foi alvo de grandes obras de reparação, por parte da Companhia dos Caminhos de Ferro Portugueses, e em 1935 foram construídas as instalações para a 12.ª secção da divisão do Sul e Sueste da CP.
Em 20 de Março de 1948, teve lugar a viagem experimental de uma automotora sueca, entre Casa Branca e Vila Viçosa, A experiência foi bem sucedida, tendo as automotoras sido colocadas nos serviços regulares ao longo deste lanço.

### Século XXI
Em 10 de Maio de 2010, foram suspensos os serviços na Linha do Alentejo, devido a um projecto da Rede Ferroviária Nacional para a remodelação da linha. A circulação foi reatada no dia 23 de Julho de 2011.

Em Janeiro de 2011, contava com três vias de circulação, que tinham 550, 420 e 380 m de comprimento; as plataformas tinham 170 e 129 m de extensão, e 55 e 40 cm de altura — valores mais tarde ampliados para os atuais.

## Referências literárias

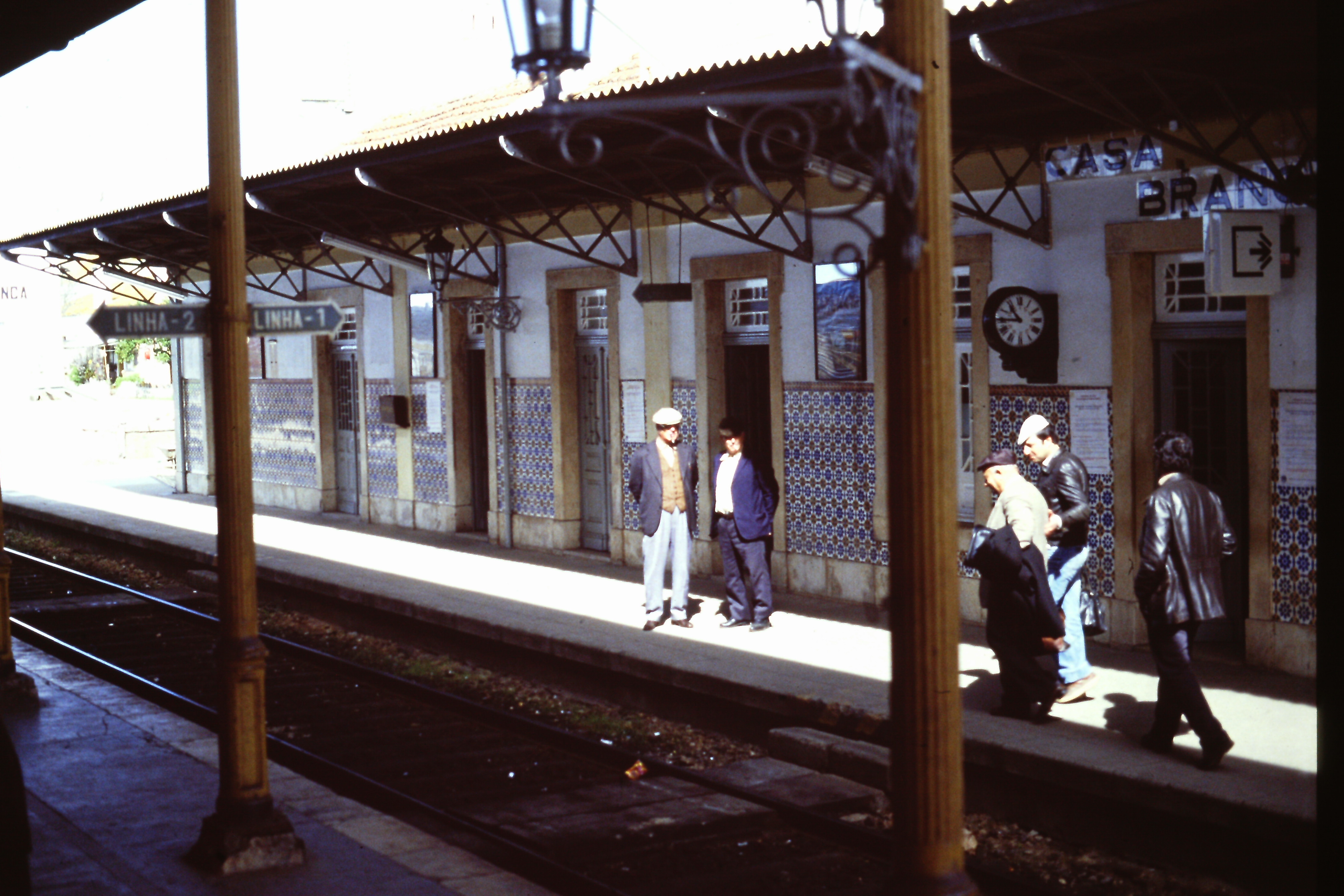
Aspeto da gare, na década de 1980.

## Ver também

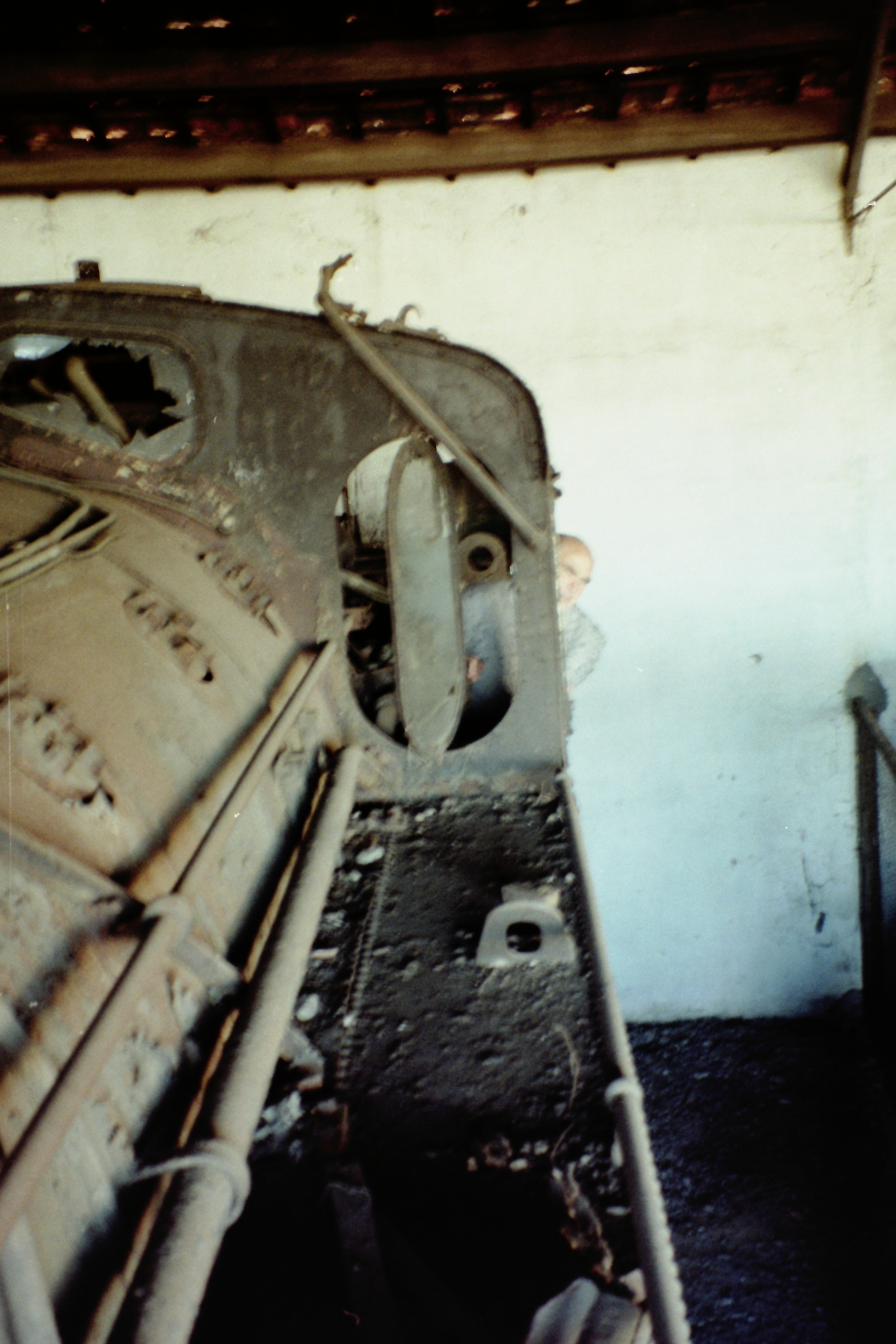
Pormenor da locomotiva a vapor n.º 0201, estacionada na rotunda de Casa Branca.